# Buste de Monsignor Pedro de Foix Montoya
Le Buste de Monsignor Pedro de Foix Montoya est un portrait sculpté par l'artiste italien Gianlorenzo Bernini, dit Le Bernin. Réalisé entre 1621 et 1622, il se trouve dans une tombe de taille supérieure créée pour Montoya, un avocat espagnol travaillant à Rome. Le tombeau se trouve à l'origine dans l'église nationale espagnole de Rome, l'église Nostra Signora del Sacro Cuore, mais est déplacé au XIXe siècle lorsque l'église n'est plus sous possession espagnole. Le monument se trouve désormais dans le réfectoire attaché à l'église romane de Santa Maria di Monserrato. L'architecture de la tombe est dessinée par Orazio Turriani.